# Памятник Александру Столетову
Па́мятник Алекса́ндру Столе́тову — памятник физику Александру Столетову. Был установлен в 1953 году перед зданием физического факультета Московского государственного университета. Скульптором монумента выступал Сергей Селиханов, а архитектором — Лев Руднев.
Памятник выполнен из чугуна и изображает учёгого, сидящего в пальто. Его руки держат раскрытую книгу, лежащую на коленях. Статуя помещена на гранитный постамент, на котором находится памятная надпись: «Александр Григорьевич Столетов 1839—1896».
Скульптура является частью ансамбля «Комплекс зданий Московского государственного университета имени Ломоносова». В 1987 году его взяли под охрану правительства с присвоением статуса объекта культурного наследия регионального значения.
В 2014—2015 годах Мосгорнаследие провело реставрацию памятника. Его очистили от пыли и грязи, отполировали и покрыли специальным защитным составом, а также заделали трещины. Подрядчиком выступила компания «Агей-7».